# Uhunoma Osazuwa
Uhunoma Naomi Osazuwa (ur. 23 listopada 1987 w Oakland) – nigeryjska lekkoatletka specjalizująca się w wielobojach, dwukrotna olimpijka.
W 2011 zajęła jedenaste miejsce na uniwersjadzie w Shenzhen. W tym samym roku podczas igrzysk afrykańskich w Maputo zdobyła srebrny medal w rywalizacji skoczkiń wzwyż. Brązowa medalistka mistrzostw Afryki z Porto-Novo oraz uczestniczka igrzysk olimpijskich w Londynie (2012). Osiemnastka wieloboistka światowego czempionatu z Pekinu i mistrzyni igrzysk afrykańskich z 2015. Rok później wywalczyła złoty medal mistrzostw Afryki oraz uplasowała się na 29. miejscu podczas olimpijskiego konkursu siedmioboistek w Rio de Janeiro.
Złota medalistka mistrzostw Nigerii.
Rekord życiowy: siedmiobój – 6153 pkt. (25 czerwca 2016, Durban) – rekord Nigerii; pięciobój – 4206 pkt.OT (10 lutego 2012, Genewa).

## Osiągnięcia
| Rok  | Impreza                         | Miejsce        | Konkurencja                     | Lokata      | Wynik     |
| ---- | ------------------------------- | -------------- | ------------------------------- | ----------- | --------- |
| 2011 | Mistrzostwa NACAC w wielobojach | Kingston       | siedmiobój                      | 3. miejsce  | 5506 pkt. |
| 2011 | Uniwersjada                     | Shenzhen       | siedmiobój                      | 11. miejsce | 5589 pkt. |
| 2011 | Igrzyska afrykańskie            | Maputo         | skok wzwyż                      | 2. miejsce  | 1,80      |
| 2011 | Igrzyska afrykańskie            | Maputo         | siedmiobój                      | –           | DNF       |
| 2012 | Mistrzostwa Afryki              | Porto-Novo     | bieg na 100 metrów przez płotki | 3. miejsce  | 13,61     |
| 2012 | Mistrzostwa Afryki              | Porto-Novo     | siedmiobój                      | 5. miejsce  | 5126 pkt. |
| 2012 | Igrzyska olimpijskie            | Londyn         | siedmiobój                      | –           | DNF       |
| 2015 | Mistrzostwa świata              | Pekin          | siedmiobój                      | 18. miejsce | 5951 pkt. |
| 2015 | Igrzyska afrykańskie            | Brazzaville    | siedmiobój                      | 1. miejsce  | 5892 pkt. |
| 2016 | Mistrzostwa Afryki              | Durban         | siedmiobój                      | 1. miejsce  | 6153 pkt. |
| 2016 | Igrzyska olimpijskie            | Rio de Janeiro | siedmiobój                      | 29. miejsce | 4916 pkt. |